# Споразум у Утрехту
Споразум у Утрехту којим је успостављен Утрехтски мир није један документ већ низ билатералних мировних споразума који су потписани у холандском граду Утрехту у марту и априлу 1713. године. Овим споразумом завршен је Рат за шпанско наслеђе између Енглеске и Уједињених провинција с једне и Француске и Шпаније са друге стране. 
Споразум су потписали представници француског краља Луја XIV и шпанског Филипа V с једне и британске краљице Ане, војводе од Савоје и Уједињених провинција са друге.

## Преговори
Француска и Велика Британија сагласиле су се око прелиминарних мировних услова још у октобру 1710. године и тада је у Лондону потписан прелименарни уговор. Споразум је у себи садржао принцип поделе шпанских поседа у Европи. Конгрес је отпочео 29. јануара 1712. године. Британски представник био је Џон Робинсон (бристолски бискуп) и Томас Вентворт (гроф од Страфорда). Уједињене провинције су прихватиле прелименарне услове и послале су своје представнике. Цар се није сагласио са условима и сматрао је да се њима крше савезничке обавезе па су његове снаге наставиле операције. 
Један од првих проблема око кога је требало постићи сагласност је какве гаранције би дале Француска и Шпанија да се њихове круне неће ујединити. Поводом овог питања напредак није постигнут све до 10. јула 1712. године када је Филип потписао документ којим се обавезује да ни он ни његови наследници неће претендовати на француску круну. Иако су Велика Британија и Француска потписале примирје темпо преговора није убрзан па су коначни споразуми потписани тек 11. априла 1713. године.

## Услови
Лујев унук Филип је признат за краља Шпаније чиме је испоштована жеља из тестамента Карлоса II. Филип се одрекао свих права на француски трон. Такође су се и француски племићи Војвода од Берија (Лујев млађи унук) и Војвода од Орлеана (Лујев нећак) који су имали највише шанси да наследе француски трон одрекли свих права на шпански престо.
Шпански поседи у Европи су подељени: Савоја је добила Сицилију и делове Миланског војводства док је Карло VI (цар Светог римског царства и аустријски надвојвода) добио Шпанску Низоземску, Напуљску краљевину, Сардинију и већи део Миланског војводства. Гибралтар и Менорка су припали Великој Британији а Британија је такође добила и асијенто, односно монопол да продаје робове шпанским колонијама. 
У Северној Америци, Француска је дала права британској Компанији Хадсоновог залива и територије Рупертову земљу, Њуфаундленд и Акадију. Некада подељено острво Сент Китс је у потпуности пало под британску контролу. Француска је задржала остале поседе у Северној Америци. 
Такође је потписан и низ трговинских споразума. 
Након потписивања Утрехтског споразума Француска је остала у рату са императором Карлом VI. Коначно, мир са Светим римским царством је потписан у Раштату и Бадену. Шпанија и Португал су формално биле у рату све до 1715. када је потписао Споразум у Мадриду а мир између царства и бурбонске Шпаније је склопљен тек 1720. године.